# Joachim Albrecht Eggeling
Joachim Albrecht Leo Eggeling, född 30 november 1884 i Blankenburg, död 15 april 1945 i Halle an der Saale, var en tysk Gauleiter och SS-Obergruppenführer.

## Biografi
Eggeling gick i officersskola från 1898 till 1904. Sistnämnda år tog han värvning i armén och stred senare i första världskriget. Efter kriget gick han med i en frikår, som i Hannover bekämpade de marxistiska spartakisterna.
År 1933 utsågs Eggeling till ställföreträdande Gauleiter i Gau Magdeburg-Anhalt och efter Wilhelm Friedrich Loepers död 1935 blev han tillförordnad Gauleiter. År 1936 inträdde Eggeling i SS och fick honorärgraden Brigadeführer. Året därpå efterträdde han Rudolf Jordan som Gauleiter i Gau Halle-Merseburg.
Adolf Hitler utnämnde 1939 Eggeling till kommissarie för försvaret av Gau Halle-Merseburg. I andra världskrigets slutskede ansåg Eggeling att det var meningslöst att försvara staden Halle med dess tusentals flyktingar och bad Hitler att ta tillbaka sin order om att staden ovillkorligen skulle försvaras till sista man. När de amerikanska trupperna närmade sig Halle i april 1945, valde Eggeling att skjuta sig.

## Befordringar i SS
- Brigadeführer: 9 juni 1936
- Gruppenführer: 20 april 1937
- Obergruppenführer: 21 juni 1943